# Premio tedesco per il QI
Il Premio tedesco per il QI (in tedesco Deutscher IQ-Preis) è un premio erogato dalla sezione tedesca del Mensa, l'associazione che raccoglie individui dotati di un QI superiore al 98° percentile, per onorare persone e organizzazioni che hanno fornito un contributo notevole al benessere pubblico con idee intelligenti, ricerche scientifiche sull'intelligenza umana o rappresentazioni positive dell'intelligenza. I candidati possono essere nominati dai membri del Mensa e dagli ex vincitori del premio. Dopo una verifica effettuata da una commissione interna, tutti i membri del Mensa possono votare il candidato che reputino debba aggiudicarsi il premio.

## Storia
Il premio è erogato ogni anno a partire dal 2004, i vincitori sono:
- 2004: Albrecht Beutelspacher per aver creato nel suo museo Mathematikum, il primo museo della matematica al mondo, un approccio eccitante e originale alla matematica[2]
- 2005: Günther Jauch per aver promosso, tramite il suo programma televisivo Der Große IQ-Test (Il grande test del QI), un approccio semplice all'intelligenza, alla conoscenza e al talento, aver attiratp l'attenzione sull'argomento in ampi settori della popolazione e essere riuscito ad avviare una discussione aperta al riguardo[3]
- 2006: Die Sendung mit der Maus, una serie TV per bambini
- 2007: Ranga Yogeshwar, conduttore televisivo[4]
- 2008: Dieter Nuhr, comico[5]
- 2009: Harald Lesch, astrofisico e conduttore televisivo
- 2010: Spektrum der Wissenschaft, l'edizione tedesca di Scientific American[6]

Dal 2011 il premio viene assegnato nelle categorie:
1. "Wissenschaft/Innovation" (Scienza/Innovazione)
2. "Kultur/Medien" (Cultura/Media).

- 2011: 
  1. Siegfried Rotthäuser per la sua campagna di satira politica Heatball
  2. Richard David Precht per il suo libro Die Kunsthe, kein Egotist zu sein (L'arte di non essere un egoista).[7] C'è stata polemica sulla nomina di Thilo Sarrazin, che è stata approvata nonostante le forti proteste[8]
- 2012:
  1. Eckart von Hirschhausen, cabarettista
  2. ex aequo Franz Porzsolt, responsabile di economia clinica presso l'ospedale universitario di Ulma, e Florian Freistetter, di ScienceBlogs
- 2013: Auticon, la prima azienda in Germania ad assumere esclusivamente persone nello spettro autistico come consulenti nel settore IT[9]
- 2014:
  1. Walter Diehl, capo dipartimento del Ministero dell'Educazione dell'Assia, per i suoi 15 anni di lavoro nella promozione degli studenti plusdotati[10]
  2. Jonny Lee Miller. Inizialmente Edward Snowden era stato nominato dai membri del Mensa e la commissione QI aveva approvato la sua nomina, successivamente però il consiglio direttivo del Mensa ha revocato la nomina di Snowden perché "al Mensa non è consentito commentare questioni politiche". Jonny Lee Miller ha quindi ottenuto il maggior numero di voti e ha vinto il premio[1]

Nel 2015 sono state modificate le categorie di assegnazione:
1. Intelligenz zum Wohle der Allgemeinheit nutzen (Uso dell'intelligenza per il bene comune), 2015-2017
2. Intelligente Vermittlung von Wissen (Diffusione intelligente della conoscenza), 2015-2017
3. Hochbegabung in der Öffentlichkeit (Il talento intellettuale nel pubblico), 2015

- 2015:
  1. foodsharing.de
  2. Daniele Ganser
  3. ArbeiterKind

Nel 2016 il premio non è stato assegnato per un cambiamento nella modalità di assegnazione: in precedenza era assegnato in occasione della conferenza annuale dell'associazione, successivamente la selezione è stata organizzata nel corso dell'anno stesso.
- 2017:
  1. Occhiali da un dollaro
  2. ScienceLab

A partire dal 2018 il premio ha assunto cadenza biennale; inoltre, in quest'anno sono state nuovamente modificate le categorie:
1. Hochbegabtenförderung (Sostegno agli individui plusdotati)
2. Bildung und Erziehung (Istruzione ed educazione)
3. Gemeinschaft und Gesellschaft (Comunità e società)

- 2018:
  1. ginnasio statale Willibrord di Emmerich am Rhein[11]
  2. fondazione Dr Farassat
  3. Centro di ricerca sulla sostenibilità e la politica climatica[12]
- 2020:
  1. Neue Schule di Dorsten
  2. associazione Reparieren macht Schule della scuola steineriana di Schwabing.